# Crime Wave
 Crime Wave és una pel·lícula policíaca estatunidenca dirigida el 1953 per André De Toth.

## Argument
A la ciutat de Detroit, dos estrafolaris i embogits exterminadors de rates són contractats per a eliminar un dels dos socis d'un negoci d'alarmes anti-robatori i en la seva destructiva trajectòria implicaran una pila de personatges.

## Repartiment
- Gene Nelson: Steve Lacey
- Phyllis Kirk: Ellen
- Sterling Hayden: detectiu Sims
- James Bell: Daniel O'Keefe
- Ted De Corsia: Doc Penny
- Charles Buchinsky (Charles Bronson): Ben Hastings

## Crítica
Comèdia caricaturesca de buscada potineria estètica, que a l'hora de muntar gags saqueja el rebost de Frank Thaslin i l'estil de certs dibuixos animats.

## Comentaris al voltant de la pel·lícula
- André De Toth segueix, en aquesta pel·lícula, una via a prop del documental, expurgant, tanmateix, els comentaris en off. "No només la fotografia, sinó la interpretació dels actors, (...) ajuden a comunicar aquesta impressió de reportatge que busca l'autor i per a la qual està a punt per dissimular acuradament el seu ofici i el seu art." (Jacques Lourcelles, a "Dictionaire du cinéma", Robert Laffont "Llibres")
- André De Toth il·lustra la seva moral artística afirmant: "Mai no he volgut fer pel·lícules; sempre he buscat presentar la vida. La vida en una escena (...), la vida en un personatge (el que el fa creïble o memorable). I també tenia idees molt fermes sobre el càsting. És així com he donat els primers papers a desconeguts que han fet carrera després: Buchinsky (Charles Bronson) en els meus westerns i Crim Wave , Raymond Burr a Pitfall , o Walter Matthau a The Indian Fighter .